# Hypocalyptus oxalidifolius
Hypocalyptus oxalidifolius är en ärtväxtart som först beskrevs av John Sims, och fick sitt nu gällande namn av Henri Ernest Baillon. Hypocalyptus oxalidifolius ingår i släktet Hypocalyptus och familjen ärtväxter. Inga underarter finns listade i Catalogue of Life.